# ماجراجویی‌های شگفت‌انگیز نیلز (مجموعه تلویزیونی)
ماجراجویی‌های شگفت‌انگیز نیلز (به ژاپنی: ニルスのふしぎな旅) مجموعهٔ تلویزیونی پویانمایی است که بین سال‌های ۱۹۸۰ تا ۱۹۸۱ در ۵۲ قسمت از شبکهٔ ان‌اچ‌کی ژاپن پخش شد. این مجموعهٔ تلویزیونی بر اساس رمانی به همین نام و توسط نویسنده‌ای سوئدی به نام سلما لاگرلاف نوشته شد. با توجه به اینکه کاراکترهای داستان مدام در حال سفر در سراسر سوئد هستند، خانم نویسنده برای نوشتن این کتاب جغرافیای کشور سوئد را مطالعه کرده بود. به جز نقش همستر اهلی نیلز و نقش روباهی به نام اسمیر  و همچنین سردسته غازها لوزانو پویانمایی تقریباً به طور کامل به رمان اصلی وفادار است. موسیقی این مجموعه توسط آهنگ‌سازی از کشور چک به نام کارل اسوبودا ساخته شد. این مجموعه چندین بار در طی دهه های هفتاد تا به حال از صدا و سیمای جمهوری اسلامی ایران پخش شده که در دوبله فارسی آن مرحوم مرتضی احمدی نقش معروف روباه را گویندگی کرده بود.

## خلاصه داستان
نیلز هولگرسان پسری ۱۴ ساله و روستایی از خانواده‌ای کشاورز است. او دربرابر هم‌نوعان خود تنبل و بی‌اعتنا بود. در اوقات فراغتش از اذیت‌کردن حیوانات مزرعه‌شان لذت می‌برد. یک روز وقتی که خانواده‌اش به کلیسا رفته بودند و او را در خانهٔ تنها گذاشته بودند تا قسمت‌هایی از انجیل را حفظ کند به وسیلهٔ تور یک تومته (به انگلیسی: Tomte) را گرفت. تومته به نیلز پیشنهاد داد تا در قبال آزادی‌اش یک سکه بزرگ طلا به او بدهد ولی نیلز این پیشنهاد را قبول نکرد و تومته او را تبدیل به یک تومته کرد که باعث شد نیلز کوچک شود و بتواند با حیوانات صحبت کند. حیواناتی که از دست نیلز عصبانی بودند و از اینکه او به اندازهٔ آن‌ها شده‌است خوشحال بودند و آمادهٔ انتقام‌گرفتن از او بودند. هنگامی که این اتفاق‌ها افتاده بود، دسته‌ای از غازهای وحشی برای کوچ‌کردن در حال پرواز بر روی مزرعه خانوادهٔ نیلز بودند در همین حال یکی از غازهای مزرعه به نام مورتن تلاش می‌کرد تا به غازهای وحشی ملحق شود. نیلز تصمیم گرفت با دوست جدیدش که همستری به نام کاروت بود با پریدن بر پشت مورتن از مزرعه فرار کند و به غازهای وحشی که برای فصل تابستان در حال پرواز به لاپ‌لند بودند ملحق شود. غازهای وحشی که از ملحق شدن یک پسر و یک غاز اهلی به خودشان خوشحال نبودند سرانجام آن‌ها را قبول کردند. نیلز در این سفر با ماجراهای زیادی و شخصیت‌های مختلفی روبه‌رو شد و یاد گرفت که به دیگران کمک کند و خودخواه نباشد. او در طول سفرش فهمید که اگر ثابت کند که بهتر شده‌است ممکن است تومته او را به اندازه و حالت واقعی‌اش برگرداند.